# Solid Edge
Solid Edge是一個3D的CAD參變數化特徵實體造型軟體。提供實體建模，裝配建模和起草的功能機械工程師。通過第三方應用軟件已鏈接到其他許多產品生命週期管理（PLM）的技術。
2007年，西門子股份公司工業自動化部門收購了UGS公司。2007年10月1日，UGS的公司更名為Siemens PLM Software。自2006年9月西門子還提供了一個免費的2D版本，稱為Solid Edge 2D製圖。

## 建模

### 參數
傳統建模過程開始於一個基本的2D草圖，可以形成長出、旋轉、舉昇、掃掠或螺旋的實體。每個後續的特點是建立在以前的功能。當編輯，該模型是“回滾”到地步的特點是創造，使用戶無法嘗試應用幾何限制尚不存在。其缺點是，用戶不會看到如何編輯將與隨後的互動功能。這通常是所謂的“歷史”或“再生為本”的造型。Solid Edge在參數和的同步模式提供了非常強大的，易於操作且穩定的混合建模表面/固模式，其中“動態編輯”技術可以幫助用戶創建複雜形狀的直觀和簡便的方法。

### 直接
直接建模功能，用戶可以改變模型的幾何／拓撲不受阻礙本機模式的現有-或進口車型的缺乏-參數和／或歷史數據。這是特別有用的與進口的型號或複雜的原生模式。

### 同步
同步技術的過程中，正式稱為同步技術，結合了速度和靈活性，直接建模，控制精確的尺寸驅動設計（功能和同步解決相關的參數）。參數的關係，可直接應用於固體功能，而不必依賴於二維草圖幾何關係和共同參數自動應用。該建模過程是表示要爭取一定的CAD設計活動高達100倍的速度。
不像其他直接建模系統，它不是典型的帶動歷史的建模方法，而不是提供參數化尺寸驅動的建模幾何通過同步，參數和使用規則的決策引擎，讓用戶使用不可預測的變化。這個對象驅動的編輯模式是被稱為對象操作界面，它強調一個用戶界面，提供直接操縱的對象（DMUI）。最新的版本，同步技術2，還支持鈑金設計，還確認彎曲，折疊和其他功能部件的進口板材。

## 歷史
Solid Edge的V1的發布於1995年，1997年10月鈑金環境推出V3.5版本。UGS的程式核心Parasolid在1998年使用於V5。Solid Edge同步建模技術於2008年推出。目前最新版本2018下半年推出Solid Edge 2019，結束Solid Edge ST系列命名。商用版分為Foundation、Classic及Premium三個模組。